# إيرل كريستي
إيرل كريستي (بالإنجليزية: Earl Christy)‏ هو لاعب كرة قدم أمريكية أمريكي، ولد في 19 مارس 1943 في بريمان في الولايات المتحدة.

## وصلات خارجية
- إيرل كريستي على موقع مرجع كرة القدم المحترفة.كوم (الإنجليزية)